# Figurines de Lewis

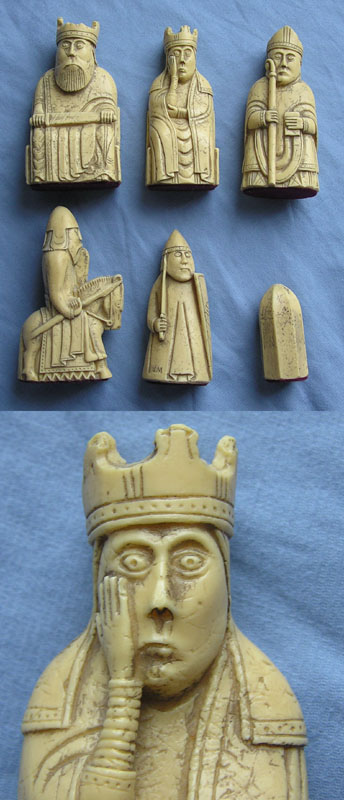
Les figurines de Lewis
haut : roi, dame, évêque (fou)
milieu : cavalier, tour, pion
bas : détail de la reine.

Les figurines de Lewis (ou figurines de Uig) sont un ensemble de figurines représentant des pièces du jeu d'échecs datant du XIIe siècle, découvertes en 1831 dans la baie de Uig (en), sur l'île de Lewis, une des îles Hébrides en Écosse.

## Description
Presque toutes les pièces de la collection (93 au total, dont 78 pièces de jeu d'échecs) sont gravées dans de l'ivoire de morse, et quelques-unes sont faites à partir de dents de baleine.
L'ensemble comprend huit rois, huit dames, seize fous (représentés en évêques, car le mot anglais pour cette pièce du jeu est bishop, qui signifie « évêque »), quinze cavaliers, douze tours, et dix-neuf pions. Toutes les pièces sont des sculptures à figure humaine, sauf les pions (qui sont plus petites et simples et ressemblent à des pierres tombales gravées). Les cavaliers sont présentés montés (sur des chevaux plutôt réduits) portant des lances et boucliers, et toutes les figures humaines ont des expressions contrites (sauf quatre tours, qui sont présentées sous forme de berserkers, au regard fou et mordant leur bouclier dans une rage de bataille).
| Description  | Collection | Référence | Hauteur (mm) | Groupe | Jeu |
| ------------ | ---------- | --------- | ------------ | ------ | --- |
| Roi          | NMS        | 19        | 96           | D      | 2   |
| Roi          | NMS        | 20        | 73           | X      | 4   |
| Roi          | BM         | 78        | 102          | A      | 1   |
| Roi          | BM         | 79        | 102          | D      | 1   |
| Roi          | BM         | 80        | 89           | B      | 3   |
| Roi          | BM         | 81        | 91           | B      | 3   |
| Roi          | BM         | 82        | 95           | X      | 2   |
| Roi          | BM         | 83        | 79           | C      | 4   |
| Dame         | NMS        | 21        | 92           | D      | 2   |
| Dame         | NMS        | 22        | 70           | C      | 4   |
| Dame         | NMS        | 23        | 93           | D      | 2   |
| Dame         | BM         | 84        | 96           | C      | 1   |
| Dame         | BM         | 85        | 80           | B      | 3   |
| Dame         | BM         | 86        | 80           | B      | 3   |
| Dame         | BM         | 87        | 76           | X      | 4   |
| Dame         | BM         | 88        | 97           | C      | 1   |
| Fou (évêque) | NMS        | 24        | 92           | E      | 2   |
| Fou (évêque) | NMS        | 25        | 93           | D      | 2   |
| Fou (évêque) | NMS        | 26        | 73           | B      | 4   |
| Fou (évêque) | BM         | 89        | 97           | D      | 1   |
| Fou (évêque) | BM         | 90        | 97           | D      | 1   |
| Fou (évêque) | BM         | 91        | 87           | B      | 3   |
| Fou (évêque) | BM         | 92        | 82           | B      | 4   |
| Fou (évêque) | BM         | 93        | 82           | D      | 4   |
| Fou (évêque) | BM         | 94        | 89           | C      | 3   |
| Fou (évêque) | BM         | 95        | 95           | C      | 2   |
| Fou (évêque) | BM         | 96        | 95           | C      | 1   |
| Fou (évêque) | BM         | 97        | 76           | B      | 4   |
| Fou (évêque) | BM         | 98        | 95           | D      | 2   |
| Fou (évêque) | BM         | 99        | 83           | C      | 3   |
| Fou (évêque) | BM         | 100       | 102          | C      | 1   |
| Fou (évêque) | BM         | 101       | 83           | C      | 3   |
| Cavalier     | NMS        | 27        | 89           | X      | 2   |
| Cavalier     | BM         | 102       | 73           | C      | 4   |
| Cavalier     | BM         | 103       | 73           | C      | 4   |
| Cavalier     | BM         | 104       | 88           | C      | 3   |
| Cavalier     | BM         | 105       | 80           | X      | 3   |
| Cavalier     | BM         | 106       | 80           | X      | 3   |
| Cavalier     | BM         | 107       | 84           | A      | 3   |
| Cavalier     | BM         | 108       | 89           | A      | 2   |
| Cavalier     | BM         | 109       | 79           | B      | 4   |
| Cavalier     | BM         | 110       | 91           | A      | 2   |
| Cavalier     | BM         | 111       | 90           | A      | 2   |
| Cavalier     | BM         | 112       | 103          | X      | 1   |
| Cavalier     | BM         | 113       | 100          | A      | 1   |
| Cavalier     | BM         | 114       | 101          | A      | 1   |
| Cavalier     | BM         | 115       | 100          | A      | 1   |
| Tour         | NMS        | 28        | 92           | E      | 2   |
| Tour         | NMS        | 29        | 82           | E      | 3   |
| Tour         | BM         | 116       | 100          | A      | 1   |
| Tour         | BM         | 117       | 98           | A      | 1   |
| Tour         | BM         | 118       | 93           | A      | 2   |
| Tour         | BM         | 119       | 90           | D      | 2   |
| Tour         | BM         | 120       | 89           | B      | 3   |
| Tour         | BM         | 121       | 79           | X      | 4   |
| Tour         | BM         | 122       | 71           | D      | 4   |
| Tour         | BM         | 123       | 92           | X      | 2   |
| Tour         | BM         | 124       | 85           | C      | 3   |
| Tour         | BM         | 125       | 82           | C      | 3   |

## Histoire
Selon James Robinson, du British Museum, ces pièces auraient pu être fabriquées à Trondheim, en Norvège, au XIIe siècle, ou bien dans un autre pays nordique. À cette époque, les Hébrides, ainsi que d'autres groupes d'îles écossaises, étaient sous la domination de la Norvège, mais d'autres historiens[Qui ?] pensent que les figurines de Lewis auraient été cachées (ou perdues) après un problème pendant leur transport de la Norvège aux colonies norvégiennes riches de la côte est de l'Irlande.
Les pièces ont été trouvées en 1831 sur une bande de sable au bout de la baie de Uig (en), sur la côte ouest de l'île de Lewis. Il n'existe aucun rapport contemporain décrivant leur découverte, mais il est connu qu'elles ont été trouvées dans une petite chambre en pierres sèches, une vingtaine de centimètres sous le niveau du sol.

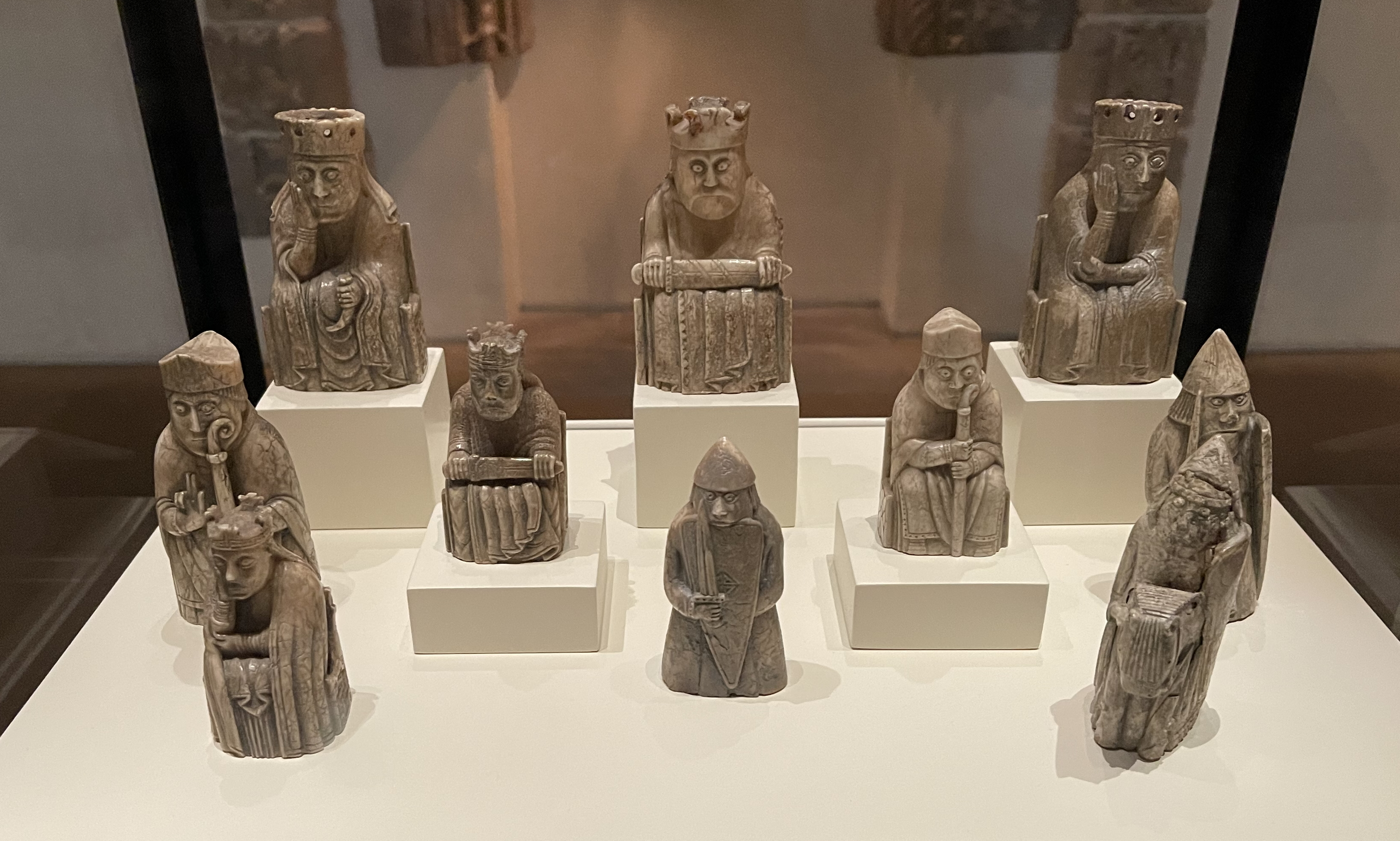
Dix des pièces, exposées au musée national d'Écosse à Édimbourg.

Elles ont été présentées par Roderick Ririe à une rencontre de la Society of Antiquaries of Scotland, le 11 avril 1831. Les pièces d'échec ont ensuite été séparées. Dix furent achetées par Kirkpatrick Sharpe et les autres (soixante-sept pièces et quatorze pions) ont été achetées pour le British Museum.
Charles Kirkpatrick Sharpe a ensuite trouvé[Comment ?] une autre pièce de Lewis ce qui a monté sa collection à onze, qui ont été ensuite vendues à Lord Londesborough. Elles ont été à nouveau cédées en 1888, mais cette fois à la Society of Antiquaries of Scotland, qui en a fait don au musée national d'Écosse d'Édimbourg.
Les pièces appartenant au British Museum y sont exposées dans la salle 42 avec le code d'exposition M&ME 1831, 11-1.
Des cinq pièces disparues (un cavalier et quatre tours) depuis la découverte, une tour a été retrouvée en 2018 dans la famille d'un antiquaire qui l'avait acheté en 1964.

## Les figurines de Lewis dans la culture populaire
Le style unique de la cache de Lewis a inspiré la série d'animation en anglais Noggin the Nog (en).
En 2001, le film Harry Potter à l'école des sorciers présente un jeu d'échecs sorcier auquel Harry et Ron jouent, présentant une dame rouge du jeu de Lewis.
Les figurines de Lewis apparaissent dans deux romans de Peter May : dans L'Île des chasseurs d'oiseaux, et dans Le Braconnier du lac perdu  (titre original : The Chessmen, soit « les pièces d'échecs » en anglais). Dans le premier roman, il raconte les circonstances de la découverte de ces figurines. Dans le second roman, l'un des personnages en sculpte des reproductions, destinées à être utilisées pour une animation touristique.
Certaines figurines, les pions, les chevaliers, les fantassins et les rois, sont également représentées dans une partie d'échecs entre deux rois, dans la cinématique d'introduction du jeu Age of Empires II: The Age of Kings.

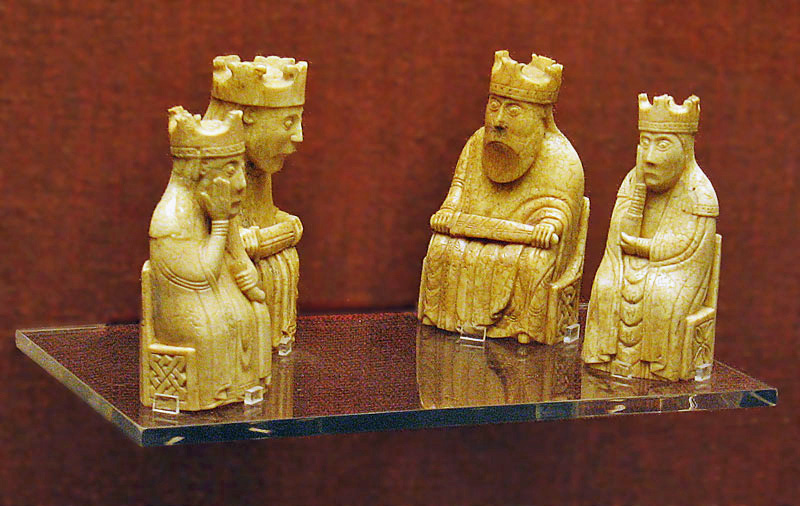
Deux rois et deux dames des figurines de Lewis du British Museum.
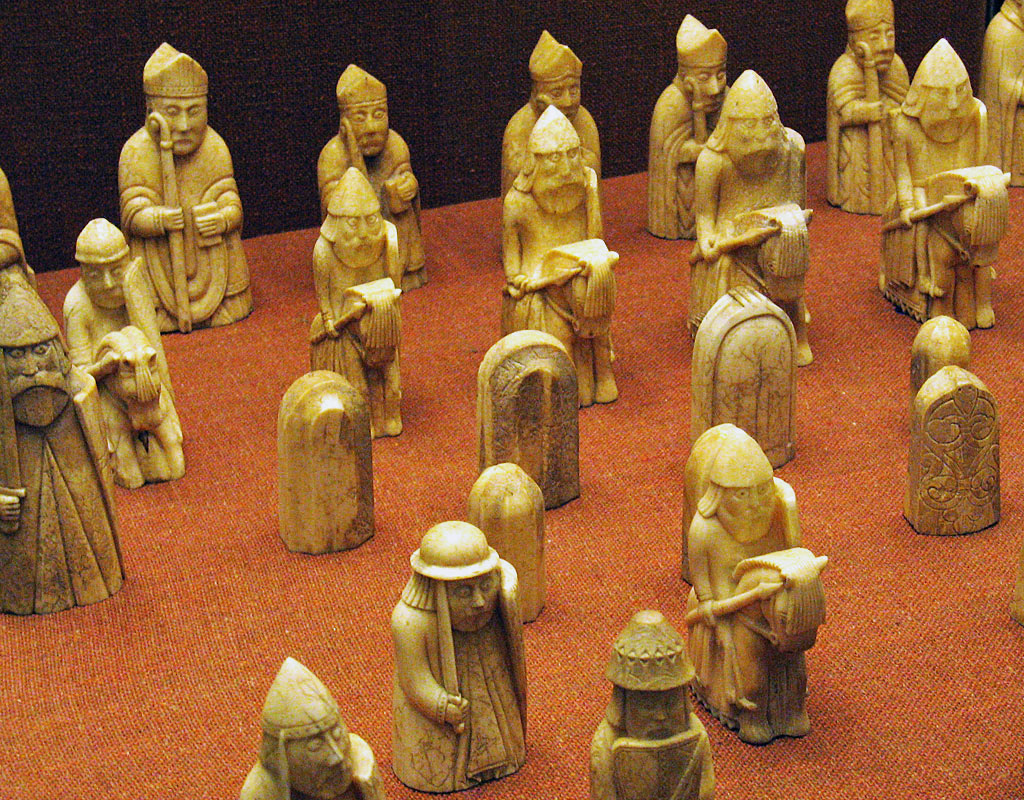
Une sélection d'autres pièces, avec une ligne de fous (évêques) à l'arrière et une ligne de cavaliers.
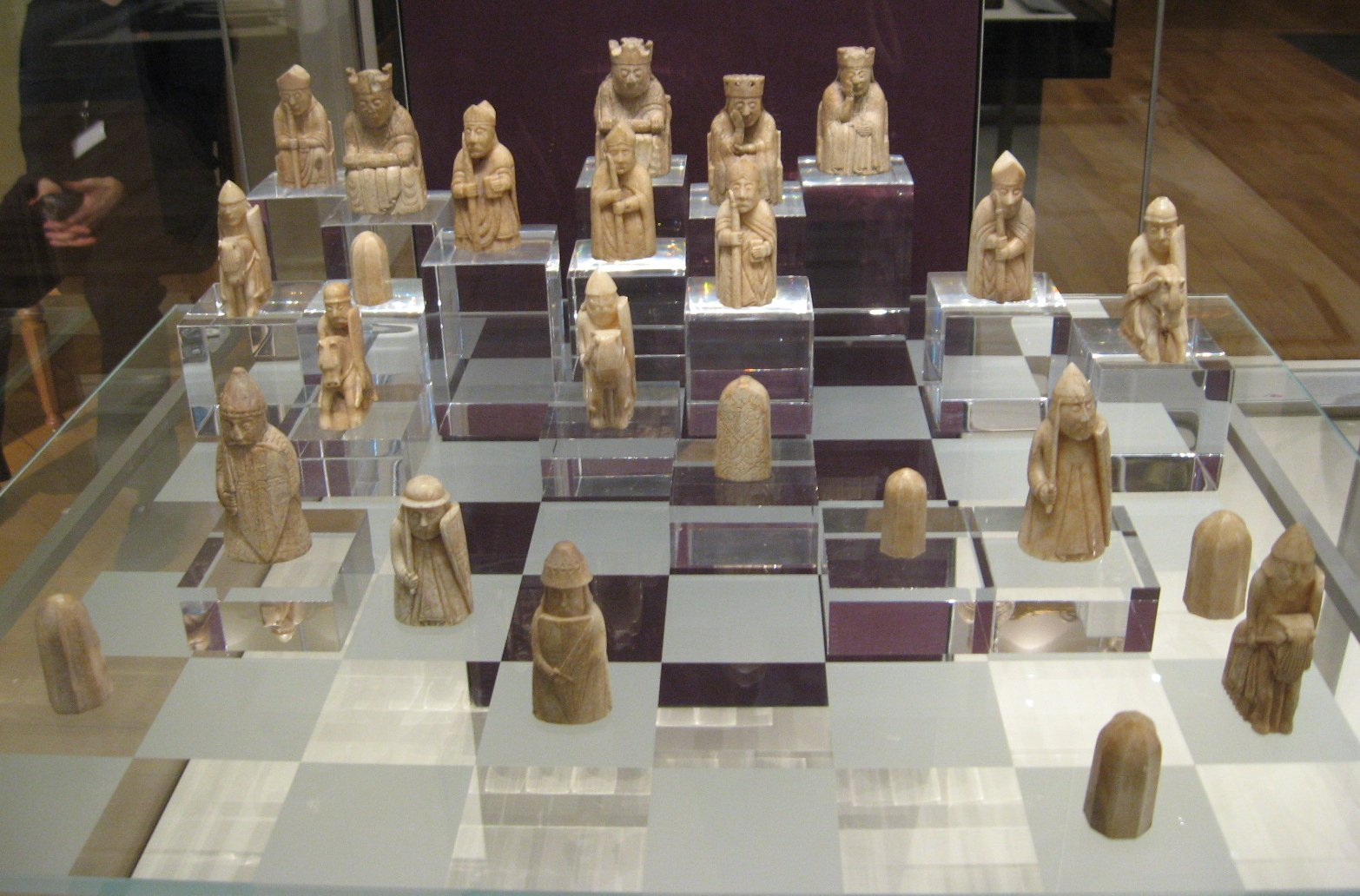
Autre exposition du Bristish Museum.
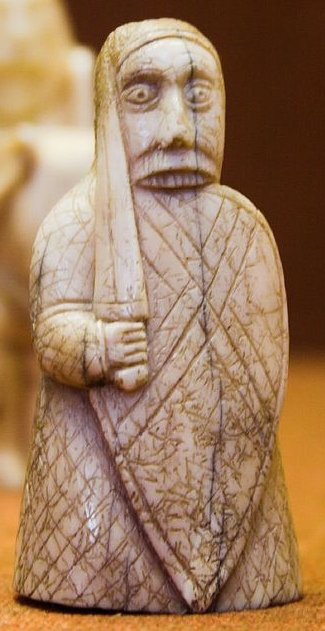
Figurine représentant probablement un berserker mordant son bouclier.
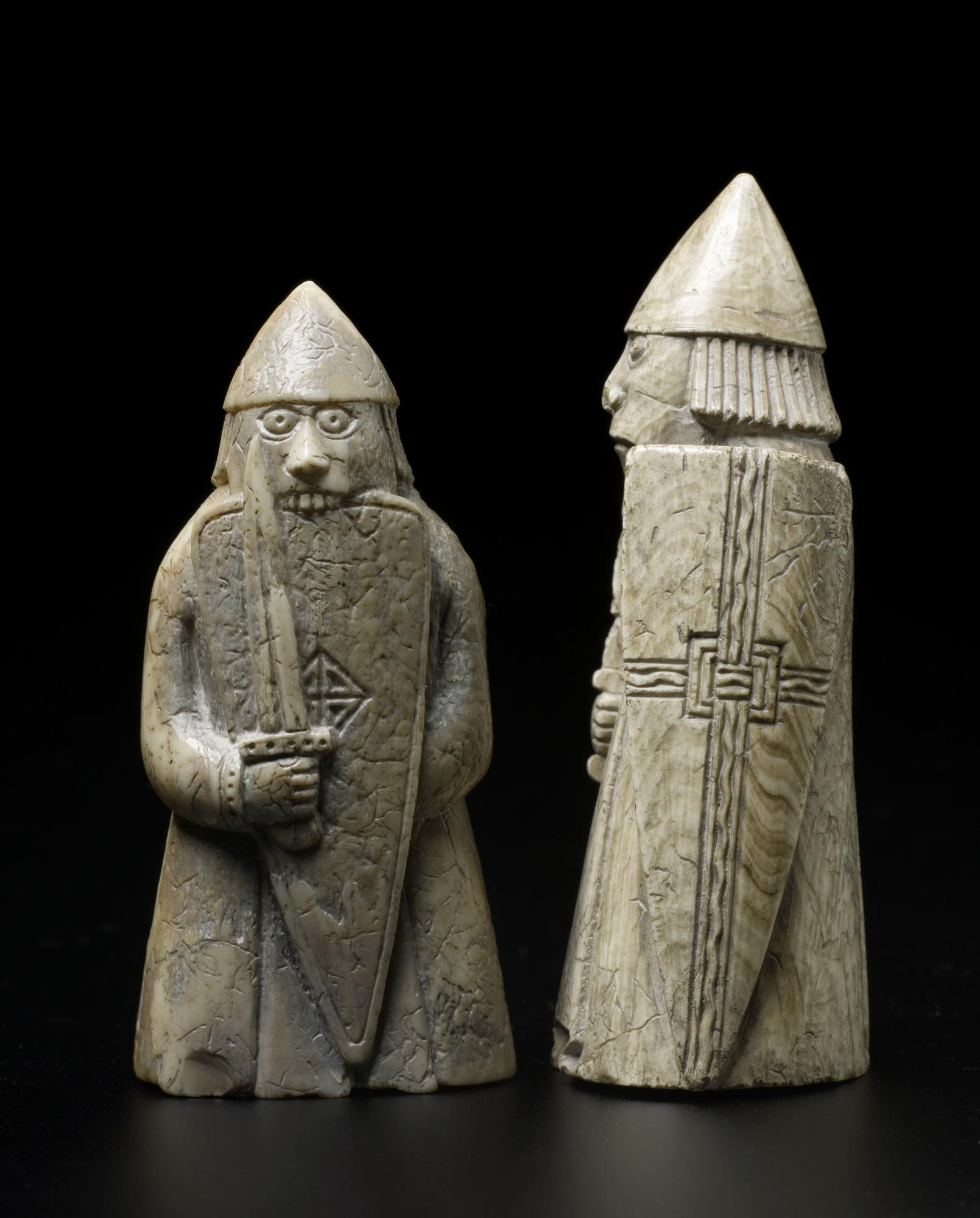
Deux tours, dont un berserker, de la collection du Musée national d'Écosse.
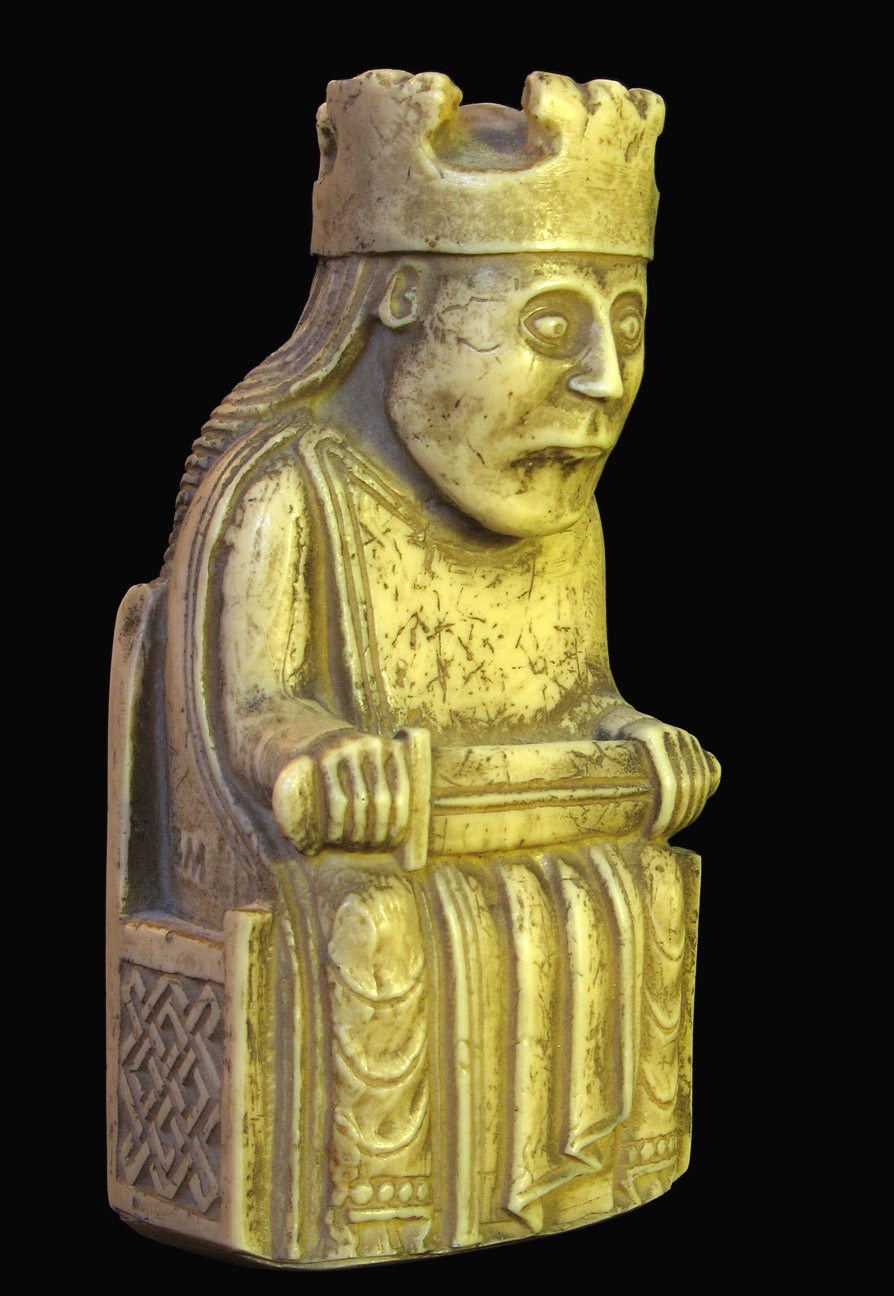
Une reproduction en résine d'un des rois.

- Planches dans Madden 1832
- Rois et reines
(pl. XLVI, p. 214)
- Fous et cavaliers
(pl. XLVII, p. 222)
- Tours
(pl. XLVIII, p. 236)
- Ornements
(pl. XLIX, p. 236)

- Planches dans Murray 1913
- Rois et reines
(p. 760)
- Fous, cavaliers et tours
(p. 761)